# Club Deportivo Aoiz
El Club Deportivo Aoiz es un club de fútbol de España de la localidad de Aoiz en la Comunidad Foral de Navarra,  España.  Ha disputado en el grupo XV de Tercera división un total de 17 temporadas. Tras alzarse con el título en la Primera Autonómica de la Comunidad Foral de Navarra en la temporada 2024 - 2025, volverá a disputar la Tercera División de España - Grupo XV en la 2025 - 2026.

## Datos del club
- Temporadas en Tercera División: 17.[1]
- Mejor puesto en liga: 5.º (2002/03)

## Todas las temporadas
| Temporada | División | Puesto |
| --------- | -------- | ------ |
| 1929-1995 | Regional | —      |
| 1996/97   | 3.ª      | 16.º   |
| 1997/98   | 3.ª      | 12.º   |
| 1998/99   | 3.ª      | 13.º   |
| 1999/00   | 3.ª      | 6.º    |
| 2000/01   | 3.ª      | 14.º   |
| 2001/02   | 3.ª      | 8.º    |
| 2002/03   | 3.ª      | 5.º    |
| 2003/04   | 3.ª      | 11.º   |
| 2004/05   | 3.ª      | 11.º   |
| 2005/06   | 3.ª      | 11.º   |
| 2006/07   | 3.ª      | 15.º   |
| 2007/08   | 3.ª      | 11.º   |
| 2008/09   | 3.ª      | 11.º   |
| 2009/10   | 3.ª      | 12.º   |
| 2010/11   | 3.ª      | 14.º   |
| 2011/12   | 3.ª      | 16.º   |
| 2012/13   | 3.ª      | 17.º   |

| Temporada | División                        | Puesto               |
| --------- | ------------------------------- | -------------------- |
| 2013/14   | Regional Preferente             | 7.º                  |
| 2014/15   | Regional Preferente             | 7.º                  |
| 2015/16   | 1.ª Autonómica                  | 11.º                 |
| 2016/17   | 1.ª Autonómica                  | 6.º                  |
| 2017/18   | 1.ª Autonómica                  | 11.º                 |
| 2018/19   | 1.ª Autonómica                  | 7.°                  |
| 2019/20   | 1.ª Autonómica                  | 9.° Suspendido COVID |
| 2020/21   | 1.ª Autonómica                  | 8.°                  |
| 2021/22   | 1.ª Autonómica-Primera Fase     | 7.°                  |
|           | 1.ª Autonómica-Fase de Descenso | 6.°                  |
| 2022/23   | 1.ª Autonómica-Primera Fase     | 3.°                  |
|           | 1.ª Autonómica-Fase de Ascenso  | 5.°                  |
| 2023/24   | 1.ª Autonómica                  | 8.°                  |
| 2024/25   | 1.ª Autonómica                  | 1.°                  |

## Estadio
Disputa sus partidos como local en el campo de fútbol "Nuevo San Miguel" de Aoiz.

## Uniforme
- Primera equipación: Camiseta Roja, Pantalón Azul, Medias Rojas.[3]
- Segunda equipación: Camiseta Negra, Pantalón Blanco, Medias Negras.[4]

## Premios
En la temporada 2009/10 y 2017/18 ganó el "Premio a la Deportividad" otorgado por Desde La Banda - Fútbol Navarro.

También ha recibido en varias ocasiones el "Trofeo a la deportividad" que otorga el Diario de Navarra.